# Ипатов, Александр Аркадьевич
Александр Аркадьевич Ипатов (род. 3 ноября 1964, Свердловская область) — российский спортсмен и тренер по карате киокусинкай, шихан, кандидат педагогических наук, президент Российской Национальной Федерации Ояма Киокусинкай каратэ-до (РНФКК) с 1995 года.

## Биография
Александр Ипатов родился и вырос в Свердловской области. В 1988 году окончил Свердловский Горный институт, а затем прошёл обучение в Волго-Вятской Академии государственной службы. Карате начал заниматься с конца 80-х годов. В 1995 году Ипатов стал президентом Российской Национальной Федерации Ояма Киокусинкай каратэ-до (РНФКК).

### Спортивная карьера
10 февраля 2002 года в Москве на 3-м международном турнире Открытый Кубок России, в котором приняли участие 288 бойцов из 32 стран, Александр Ипатов завоевал звание "Сихан" ("мастер-инструктор" в японском ранжировании титулов киокусинакай). В 2017 году ему присвоен 7 дан в киокусинкай. В настоящее время ведет тренерскую работу. В ноябре 2023 года его ученик Александр Еременко стал абсолютным чемпионом мира по киокусинкай  в Токио.

### Работа в РНФКК
В настоящее время Федерация киокусинкай занимается популяризацией этого вида спорта и имеет более 50 представительств в регионах России. Ежегодно в январе проводится Зимняя школа по кикусинкай в Подмосковье, куда съезжаются более тысячи спортсменов и тренеров киокусинкай со всей России. Спортсмены от РНФКК принимают участие в большинстве спортивных соревнований по киокусинкай в РФ и за рубежом. 
Также РНФКК под руководством Ипатова А.А. ведет социальную деятельность. Федерация участвует в социальном проекте "Московское долголетие", направленное на поддержку пенсионеров и продвижение здорового образа жизни среди старшего поколения.  В настоящее время под руководством РНФКК реализуются аналогичные проекты "Уральское долголетие" для пенсионеров Свердловской области и "Сахалинское долголетие" для пожилых жителей острова Сахалин.  